# 궁수자리 A*

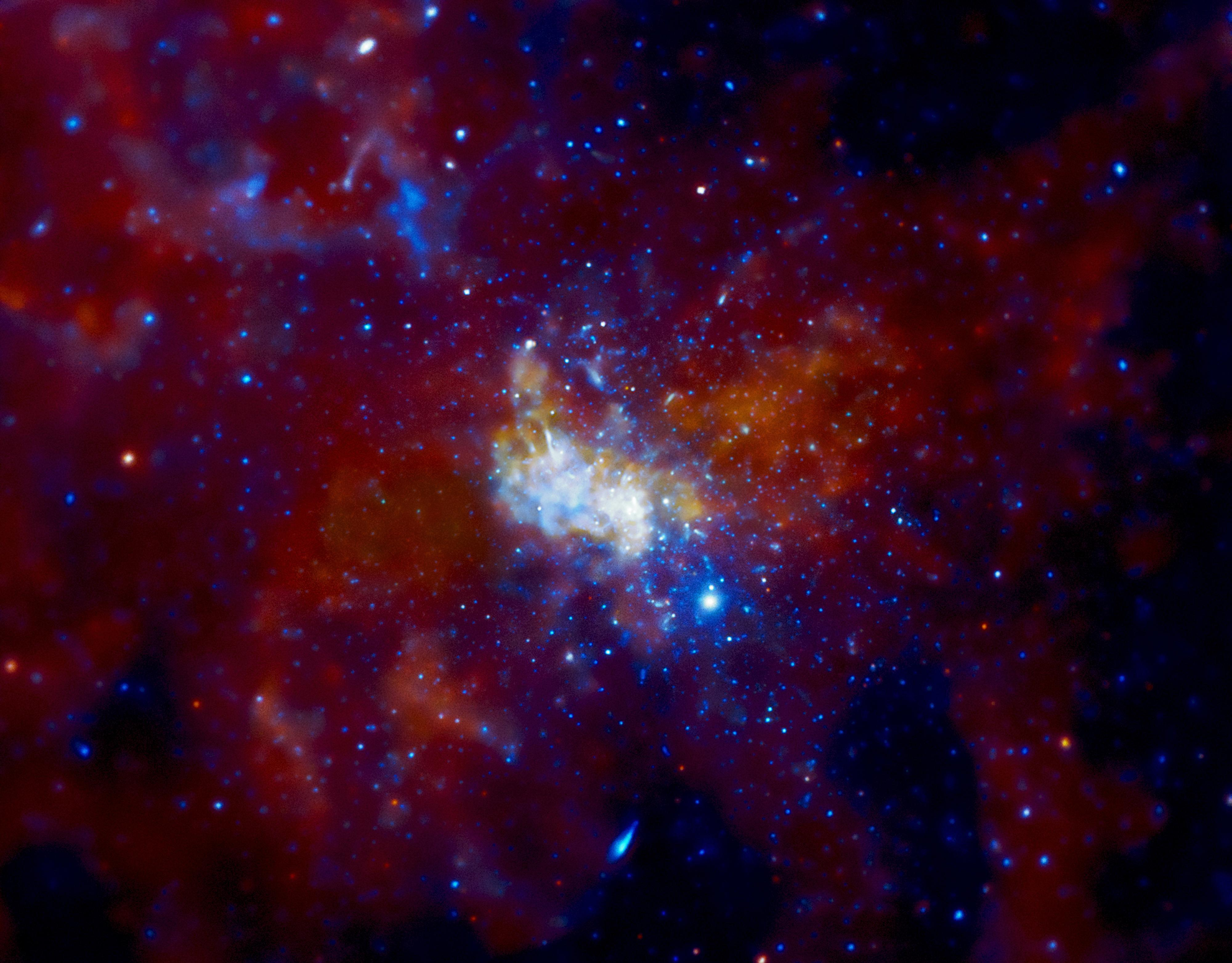
찬드라 X-선 관측선의 궁수자리 A* 부근 사진.

궁수자리 A*(궁수자리 A별, 영어: Sagittarius A*, Sgr A*)은 궁수자리와 전갈자리 경계 근처, 우리 은하의 중심에 있는 밝고 작은 전파원이다. 이는 궁수자리 A로 알려져 있는 더 큰 전파원의 일부이다. 궁수자리 A*은 일반적으로 대부분의 나선 은하와 타원 은하의 중심에 있을 것으로 받아들여지는, 초대질량 블랙홀일 것으로 여겨지고 있다. 궁수자리 A* 주변을 공전하는 별들 (S2 등 약 160개 이상의 별)의 관측은 우리 은하의 중심 블랙홀의 존재를 보여주고, 그에 대한 데이터를 만드는데 이용되며, 이는 궁수자리 A*이 그 블랙홀의 위치라는 결론으로 유도된다.

## 관측 및 설명
천문학자들은 가시광선 대역에서 지구와 전파원 사이의 먼지와 가스에 의해 +25 등급 까지 소광되는 효과 때문에, 궁수자리 A*을 관측할 수 없었다. 일부 연구팀은 초장기선 간섭계(VLBI)를 이용하여 라디오파 대역에서 궁수자리 A*의 영상을 얻으려고 시도했다. 1.3 mm의 파장대에서 이루어지는 현존 최고 해상도의 측량에서, 시지름 37 마이크로초에 해당하는 전파원이 드러난다. 26,000 광년 거리에 있는 이것은 직경이 4,400만 킬로미터임을 시사한다. 비교 대상을 들자면, 지구와 태양 사이의 거리가 1억 5천만 킬로미터이고, 근일점에 있는 수성과 태양 사이의 거리가 4600만 킬로미터이다. 궁수자리 A*의 고유 운동은 대략 적경에서 연당 -2.70 밀리초, 적위에서 연당 -5.6 밀리초이다.

## 관측사
궁수자리 A*은 1974년 2월 13일 및 15일 미국 국립 천문대의 기선 간섭계를 이용한 천문학자 브루스 발릭과 로버트 브라운에 의해 발견되었다. 궁수자리 A*이라는 이름은 브라운이 지은 것으로, 전파원이 "들떠있기"(exciting) 때문인데, 들뜬 상태의 원자는 별표를 의미하기 때문에 그렇게 이름 붙여졌다.
2002년 10월 16일, 막스 플랑크 지구외부 물리연구소의 라이너 쉐델(Rainer Schödel)이 이끄는 국제 천문학 연구팀은 궁수자리 A* 근처의 별 S2의 10년 동안의 운동 관측 결과를 발표했다. 연구팀의 분석에 따르면, 데이터는 궁수자리 A*이 어두운 항성 천체로 구성된 성단 또는 축퇴 페르미온 물질일 가능성을 배제하고 무거운 블랙홀에 대한 증거를 보강했다. S2의 관측으로는, 적외선 대역에서 성간소광이 줄어들기 때문에 근적외선 간섭계(K 밴드, 즉 2.2 마이크로미터에서)를 이용했다. SiO 메이저도 근적외선 및 라디오파 대역에서 관측될 수 있기 때문에, 라디오파 관측과 함께 근적외선 촬영에 함께 이용되었다. 시선을 따라 느리게 움직이는(그러한 이유로 사진에서 제거할 수 있는) 별에 대한 (근처의 다른 별과 함께)S2의 빠른 운동은 쉽게 드러났다.
또 궁수자리 A*에 대한 VLBI의 관측은 영상의 중앙에 고정될 수 있는데, 그래서 S2가 궁수자리 A*을 공전하는 것처럼 관측될 수 있었다. S2의 케플러 궤도 조사로부터, 이들은 반경이 17 광시(120 AU)보다 크지 않은 공간에 국한된, 궁수자리 A*의 질량을 260±20만 태양질량으로 측정할 수 있었다. 후에 별 S14에 관한 관측은 반경이 약 6.25 광시(45AU) 또는 67억 킬로미터보다 크지 않은 공간 내의 천체의 질량이 약 410만 태양질량임을 보여주었다. 또 이들은 지구에서 은하 중심(우리 은하의 회전 중심)까지의 거리를 8.0±0.6×103 파섹으로 측정했는데, 이는 천체의 거리 규모를 재는데 중요하다.
2004년 11월, 천문학자 연구팀은 GCIRS 13E 라고 불리는, 궁수자리 A*과 대략 3 광년 떨어진 채 공전하는 잠재적인 중간질량 블랙홀의 발견을 발표했다. 태양질량의 1,300배에 해당하는 이 블랙홀은 일곱 별의 성단 내에 있다. 이 관측은 초대질량 블랙홀이 근처의 작은 블랙홀과 별들을 흡수하여 성장하고 있다는 가설을 추가로 뒷받침할 수 있을지도 모른다.
16년 간 궁수자리 A* 근처의 별의 궤도를 관찰한 끝에, 길레센 등은 중심 천체의 질량이 431±38만 태양 질량으로 측정했다. 그 결과는 2008년에 발표되었고 2009년 천체 물리학 저널에 투고되었다. 연구팀의 리더인 라인하르트 겐젤은, 연구를 전달하며 "초대질량 블랙홀이 실제로 존재한다는 가장 경험적인 증거로 여겨지는 것이다. 은하 중심에서의 별의 궤도는 중심에 있는 400만 태양 질량의 물질 응집체가 어떤 그럴듯한 의심의 여지도 없이 블랙홀일 것임을 보여준다."라고 말했다.

## 중심 블랙홀

우리 은하 중심에 있는 초대질량 블랙홀 후보 궁수자리 A* 근처의 여섯 별의 추정 궤도.

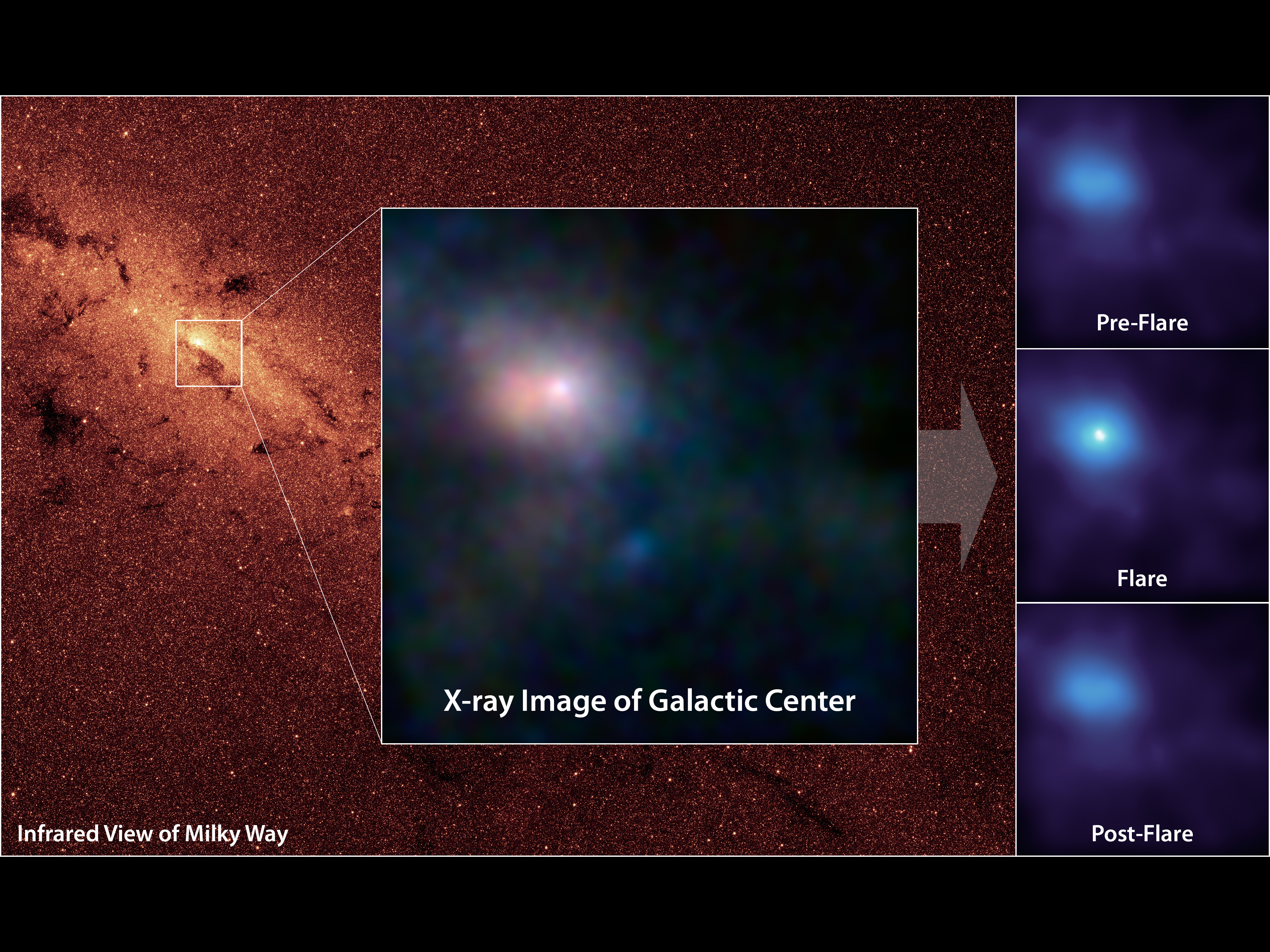
NuSTAR는 최초로 고에너지 X-선 대역에서 우리 은하의 심장에 있는 초대질량 블랙홀에 초점을 맞춘 모습을 촬영했다.

궁수자리 A*의 겉보기 위치가 정확히 블랙홀에 중심을 두고 있으면, 중력 렌즈로 인해 확대되어 실제 크기보다 더 크게 보일 가능성이 있다. 상대성이론에 따르면, 중력 렌즈는 이것의 최소 크기를 적어도 블랙홀의 슈바르츠실트 반지름의 5.2배 크기로 관측되게 만들 것이다. 약 400만 태양 질량의 블랙홀에 대한 최소 크기는 약 52 마이크로초와 일치한다. 이는 37 마이크로초로 관측된 크기보다 훨씬 크다. 그래서 궁수자리 A*의 라디오파 방출은 블랙홀을 중심으로 두고 있지 않지만, 블랙홀의 사건의 지평선 근처 영역의 밝은 점으로부터 발생한 것임을 시사하는데, 아마 강착 원반에서나 원반에서 분출된 물질의 상대론적 제트일 것이다.
궁수자리 A*의 질량은 서로 다른 두가지 방법으로 측정되었다.
1. 독일과 미국의 두 연구팀은 블랙홀과 매우 가까이 있는 각각의 별들의 공전을 관찰했고 궤도에 둘러싸인 질량을 측정하기 위해 케플러의 법칙을 사용했다. 독일 연구팀은 그 질량을 431만±38만 태양 질량으로 측정했고,[2] 미국 연구팀은 410±60만 태양 질량으로 측정했다.[3] 주어진 질량은 직경 4,400만 km 구의 안속에 국한된 것으로, 이는 이전의 측정보다 밀도가 10배나 큼을 의미한다.
2. 더 최근에, 블랙홀으로부터 대략 1 파섹 내의 수천 개의 별의 표본의 고유 운동 측정한 값을 통계역학에 적용하여 블랙홀의 질량 측정과 이 영역에 분포된 질량까지 산출했다. 블랙홀의 질량은 각 궤도로부터 측정된 값과 일치했고, 분포된 질량은 100만±50만 태양 질량으로 측정했다.[16] 후자는 별과 항성의 잔해로 구성되어 있을 것으로 여겨지고 있다.

천문학자들은 이러한 궁수자리 A*의 관측이, 태양계로부터 26,000 광년 떨어져 있는 우리 은하의 중심에 초대질량 블랙홀이 있다는 것에 대한 좋은 경험적인 증거를 제공하고 있다고 확신하고 있다. 그 이유는 다음과 같다.
- 별 S2는 15.2년 주기로 중심 천체의 중심으로부터의 근점거리(가장 가까운 거리)가 17 광시(1.8×1013 m)인 타원 궤도를 따라 움직이고 있다.[17]

- 별 S2의 운동으로부터, 천체의 질량을 410만 태양 질량으로 측정할 수 있다.[3] (슈바르츠실트 반지름은 0.08 AU 또는 태양의 반지름의 17배에 해당한다)

- 중심 천체의 반지름은 17 광시보다 상당히 작아야 한다. 그렇지 않으면 S0-16이 중심 천체와 충돌할 것이기 때문이다. 사실, 최근 관측[18]은 반지름이 천왕성의 궤도의 직경 정도인 6.25 광시(45 AU)보다 작음을 시사한다. 한계 밀도는 8.55×1036 kg / 1.288×1039 m3 = 0.0066 kg/m3이다.

- 작은 공간에 410만 태양질량을 포함할 수 있는 것으로 널리 가설화된 유형의 천체는 블랙홀 뿐이다.

엄밀히 말하면, 측정된 질량과 크기를 설명할 또다른 질량 구성체가 있긴 하지만, 그러한 구성체들은 우리 은하의 수명보다 매우 짧은 시간만에 단일 초대질량 블랙홀으로 붕괴하게 된다.
낮은 광도의 라디오파와 적외선 방출선과 마찬가지로, 블랙홀의 비교적 작은 질량은 우리 은하가 세이퍼트 은하가 아니라는 것을 의미한다.
최종적으로, 보이는 것은 블랙홀 그 자체가 아니지만 궁수자리 A*의 근처에 블랙홀의 존재가 있어야만 관측과 일치한다. 그러한 블랙홀의 경우에, 관측된 라디오파와 적외선 에너지는 수백만 도까지 가열되어 블랙홀로 떨어지고 있는 가스와 먼지에서 방출된다. 이러한 가스가 어떻게 에너지를 방출하는지에 대해서, 복사압과 다른 가스 흐름과의 상호작용과 같은 다른 가능성도 존재하지만, 무거운 중력원과의 상호작용은 이를 가장 간단하게 설명한다. 블랙홀 그 자체도 2.5×10-14 K 정도로 무시해도 될 온도에서 호킹 복사를 방출하는 것으로 여겨지고 있다.
| 별     | 별명   | 장반경 (″)    | 장반경 (AU) | 이심률        | 주기 (년)  | 역기점 (날짜)  | 참조   |
| ------ | ------ | ------------- | ----------- | ------------- | ---------- | -------------- | ------ |
| S1     | S0-1   | 0.412±0.024   | 3300±190    | 0.358±0.036   | 94.1±9.0   | 2002.6±0.6     | [ 15 ] |
| S2     | S0-2   | 0.1226±0.0025 | 980±20      | 0.8760±0.0072 | 15.24±0.36 | 2002.315±0.012 | [ 15 ] |
|        |        |               | 919±23      | 0.8670±0.0046 | 14.53±0.65 | 2002.308±0.013 | [ 18 ] |
| S8     | S0-4   | 0.329±0.018   | 2630±140    | 0.927±0.019   | 67.2±5.5   | 1987.71±0.81   | [ 15 ] |
| S12    | S0-19  | 0.286±0.012   | 2290±100    | 0.9020±0.0047 | 54.4±3.5   | 1995.628±0.016 | [ 15 ] |
|        |        |               | 1720±110    | 0.833±0.018   | 37.3±3.8   | 1995.758±0.050 | [ 18 ] |
| S13    | S0-20  | 0.219±0.058   | 1750±460    | 0.395±0.032   | 36±15      | 2006.1±1.4     | [ 15 ] |
| S14    | S0-16  | 0.225±0.022   | 1800±180    | 0.9389±0.0078 | 38±5.7     | 2000.156±0.052 | [ 15 ] |
|        |        |               | 1680±510    | 0.974±0.016   | 36±17      | 2000.201±0.025 | [ 18 ] |
| S0-102 | S0-102 |               |             | 0.68±0.02     | 11.5±0.3   | 2009.5±0.3     | [ 21 ] |

유럽 우주국의 감마선 관측선 INTEGRAL은 근처의 거대 분자운 궁수자리 B2와 상호작용하여 구름에서 X-선 방출을 야기하고 있는 감마선을 관측했다. 이 방출 에너지는 약 350년 전에 궁수자리 A*가 뿜은 것으로 총광도(L≈1.5×1039 erg/s)는 현재 궁수자리 A*에서 분출되는 것보다 백만 배 강한 것으로 측정된다. 이는 일반적인 AGN에 견줄만하다. 이 결론은 2011년에 스자쿠 위성을 통해 은하 중심을 관측한 일본인 천문학자에 의해 뒷받침 되었다.

## 흡수 과정에 있는 가스 구름 G2의 발견
2002년 우리 은하의 중심부 영상에서 특별한 무언가가 처음으로 포착되었다. 그것은 2012년에 네이쳐지에 게재된 논문에서, 궁수자리 A*의 강착영역으로 진입하는 것 같다고 확인된 가스 구름 G2이다. G2의 궤도의 예측은, 구름이 2014년 초에 블랙홀에 가장 가깝게 접근할 것임을 시사한다. 이때 가스 구름은 블랙홀으로부터 사건의 지평선의 반지름의 3,000배(또는 ≈260 AU, 36 광시) 정도의 거리에 있을 것이다. G2와 블랙홀에 미칠 영향에 관해서는 주장이 각자 다르다. G2는 2009년부터 파괴 중인 것으로 관측되어 왔고, 접근에 의해 완벽하게 파괴되어 순간적으로 상당한 X-선 및 다른 방출선의 방출을 야기할 것으로 예측되었다. 이에 대해 다른 천문학자들은 가스 구름이 어두운 별을 가리고 있거나, 심지어 궁수자리 A*의 조석력과는 대조적으로 구름을 유지하며 어떤 효과도 없이 온전하게 스쳐 지나갈 항성 질량의 블랙홀일 수도 있다고 주장했다. 2013년 5월에는 구름 그 자체의 조석 효과 뿐만 아니라, 최근에는 구름의 근점거리 위치에 앞서, G2는 우리 은하의 중심부 근처를 공전하는 것으로 여겨지는 블랙홀과 중성자성 개체와 복합적인 근접 경험이 있을지도 모른다고 발표되었다. 이러한 근접은 우리 은하 중심에 있는 초대질량 블랙홀 근처의 영역에 대한 몇가지 이해를 제공할 수도 있다.
궁수자리 A*의 평균 흡수율은 그 질량의 블랙홀에 비해 매우 작지만, 지구와 매우 가깝기 때문에 관측할 수 있었다. 이 G2의 통과는 초대질량 블랙홀이 어떻게 물질을 흡수하는지에 대해 엄청난 학습을 할 수 있는 기회를 제공할 것이다. 몇몇 천문기관들은 XMM, EVLA, INTEGRAL, 스위프트, 페르미 및 VLT와 켁을 통해 최대 근접을 관측했다.
그 일이 일어나기 전에는 ESO와 로렌스 리버모어 국립 연구소(LLNL)의 연구팀에 의해 근접통과 시뮬레이션이 만들어지기도 했다.
구름이 블랙홀에 근접하는 동안, 과학자들은 "실험과 같은 느낌으로 흥미진진하다" 라고 말했고, 상호작용이 새로운 정보와 이해를 제공하는 효과를 일으키길 희망했다.
블랙홀에 대해 구름이 최대로 접근할 동안과 접근 후에는 아무것도 관측되지 않았다. 이는 "불꽃"(fireworks)이 존재하지 않았으며 "실패"(flop)를 의미한다. UCLA 은하 중심 연구팀은 2014년 3월 19일과 20일에 얻은 관측을 발표했다. G2는 구름이 중심의 별을 가질 가능성이 있다는 단순한 가스 구름 가설의 예측과는 대조적으로, 아직도 상호작용 중이다.
2014년 7월 21일에 발표된 유럽 남방 천문대의 초거대 망원경(VLT) 관측에 기반한 분석은, 대안으로, 독립된 것보다는 구름이 연속적이지만 얇은 물질의 흐름 내의 빽빽한 군집일 수도 있고, 원래 예측했던 불꽃을 야기할 블랙홀을 공전하는 물질 원반에서 오는 갑작스런 돌풍보다는 일정한 미풍의 역할을 할 수도 있다고 결론내렸다. 이 가설을 뒷받침하는 것으로, G2와 거의 동일한 궤도를 가지며, 13년 전 블랙홀 근처를 통과한 구름 G1과 거기에 끌려가는 G2로 여겨지는 가스 꼬리가 일치한다. 이는 두 구름 모두 거대한 단일 가스 흐름 내의 빽빽한 군집임을 의미한다.
궁수자리 A*은 스위프트 위성의 X-선 망원경을 통해 매일 관찰할 수 있다. 링크

## 참고 문헌
- Backer, D. C.; Sramek, R. A. (1999년 10월 20일). “Proper Motion of the Compact, Nonthermal Radio Source in the Galactic Center, Sagittarius A*”. 《The Astrophysical Journal》 524 (2): 805–815. Bibcode:1999ApJ...524..805B. doi:10.1086/307857.
- Doeleman, Sheperd;  외. (2008년 9월 4일). “Event-horizon-scale structure in the supermassive black hole candidate at the Galactic Centre”. 《Nature》 455 (7209): 78–80. Bibcode:2008Natur.455...78D. doi:10.1038/nature07245. PMID 18769434.
- Eckart, A.; Schödel, R.; Straubmeier, C. (2005). 《The Black Hole at the Center of the Milky Way》. London: Imperial College Press.
- Eisenhauer, F.;  외. (2003년 10월 23일). “A Geometric Determination of the Distance to the Galactic Center”. 《The Astrophysical Journal》 597 (2): L121–L124. arXiv:astro-ph/0306220. Bibcode:2003ApJ...597L.121E. doi:10.1086/380188.
- Ghez, A. M.;  외. (2003년 3월 12일). “The First Measurement of Spectral Lines in a Short-Period Star Bound to the Galaxy’s Central Black Hole: A Paradox of Youth”. 《The Astrophysical Journal》 586 (2): L127–L131. Bibcode:2003ApJ...586L.127G. doi:10.1086/374804.
- Ghez, A. M.;  외. (December 2008). “Measuring Distance and Properties of the Milky Way's Central Supermassive Black Hole with Stellar Orbits”. 《Astrophysical Journal》 689 (2): 1044–1062. arXiv:0808.2870. Bibcode:2008ApJ...689.1044G. doi:10.1086/592738.
- Gillessen, Stefan;  외. (2009년 2월 23일). “Monitoring stellar orbits around the Massive Black Hole in the Galactic Center”. 《The Astrophysical Journal》 692 (2): 1075–1109. Bibcode:2009ApJ...692.1075G. doi:10.1088/0004-637X/692/2/1075.
- Melia, Fulvio (2007). 《The Galactic Supermassive Black Hole》. Princeton: Princeton University Press. ISBN 0-691-13129-5.
- O'Neill, Ian (2008년 12월 10일). “Beyond Any Reasonable Doubt: A Supermassive Black Hole Lives in Centre of Our Galaxy”. Universe Today.
- Osterbrock, Donald E.; Ferland, Gary J. (2006). 《Astrophysics of Gaseous Nebulae and Active Galactic Nuclei》 2판. University Science Books. ISBN 1-891389-34-3.
- Reid, M.J.; Brunthaler, A. (2004). “Sgr A* -- Radio-source”. 《Astrophysical Journal》 616: 872–884. Bibcode:2004ApJ...616..872R.
- Reynolds, C. (2008년 9월 4일). “Astrophysics: Bringing black holes into focus”. 《Nature》 455 (7209): 39–40. Bibcode:2008Natur.455...39R. doi:10.1038/455039a. PMID 18769426.
- Schödel, R.;  외. (2002년 10월 17일). “A star in a 15.2-year orbit around the supermassive black hole at the centre of the Milky Way”. 《Nature》 419 (6908): 694–696. Bibcode:2002Natur.419..694S. doi:10.1038/nature01121. PMID 12384690.
- Schödel, R.; Merritt, D.; Eckart, A. (July 2009). “The nuclear star cluster of the Milky Way: Proper motions and mass”. 《Astronomy and Astrophysics》 502 (1): 91–111. Bibcode:2009A&A...502...91S. doi:10.1051/0004-6361/200810922.
- Wheeler, J. Craig (2007). 《Cosmic Catastrophes: Exploding Stars, Black Holes, and Mapping the Universe》 2판. Cambridge, UK: Cambridge University Press. ISBN 0-521-85714-7.